# Bibai
Bibai (jap. 美唄市 Bibai-shi) – miasto w Japonii, w prefekturze Hokkaido. Miasto ma powierzchnię 277,69 km². W 2020 r. mieszkało w nim 20 413 osób, w 9 359 gospodarstwach domowych  (w 2010 r. 26 034 osoby, w 10 918 gospodarstwach domowych) .
W kwietniu 1950 Bibai-chō zostało przemianowane na Bibai-shi.